# أولمبي أرزيو
أولمبي أرزيو (بالفرنسية: OMA Arzew)‏. فريق كرة قدم جزائري لمدينة أرزيو يلعب بالون أزرق وأبيض، تأسس سنة 1946.

## تاريخ
تأسس أول نادي لمدينة أرزيو في الثلاثينات وكان مؤلفا من لاعبين مسلمين وآخرين فرنسيين، لكن الشبيبة المحلية المتحمّسة للأصالة أنشأت أول فريق أرزيو متكون من لاعبين مسلمين أعطوه اسم «النجم المسلم لأرزيو ايما» وهذا دون اعتماده من طرف الرابطة الفرنسية للاحتلال.

## قائمة اللاعبين
- خيثر عبد الحميد (حارس)
- سليمان يوسف (حارس)
- بلحاج محمد إسحاق (دفاع)
- بن عوامر اكرم (دفاع)
- بن سعيد هشام (دفاع)
- بوشمال رشدى (دفاع)
- فرطول غالم (دفاع)
- يحياوي محمد الامين (دفاع)
- يوسف أنور ياسين (دفاع)
- زعاف بلقاسم (دفاع)
- عيساوي عباس محمد جلال (وسط)
- عمرانى نوري (وسط)
- بن بلعيد أمين (وسط)
- بورويس محمد الأمين (وسط)
- بوسنية عبد الغفور (وسط)
- قايد محمد (وسط)
- مازة نبيل (وسط)
- تغار عبد الحميد (وسط)
- زواوي محمد (وسط)
- بعوش سفيان (هجوم)
- دهام حسين معروف (هجوم)
- ربيعي محمد عبد الرؤوف (هجوم)
- سلطانى محمد كمال (هجوم)
- زواوي عبد القادر (هجوم)[2]